# Guldbollen

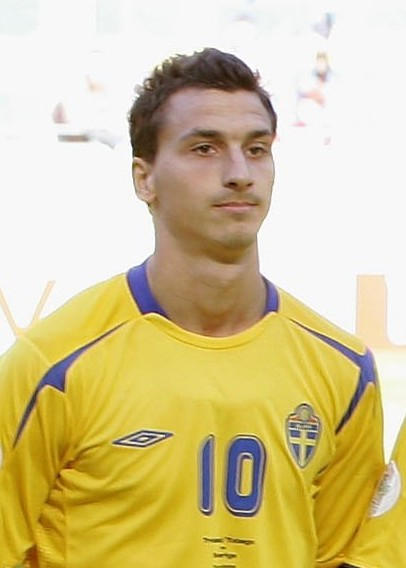
Zlatan Ibrahimović, meervoudig winnaar

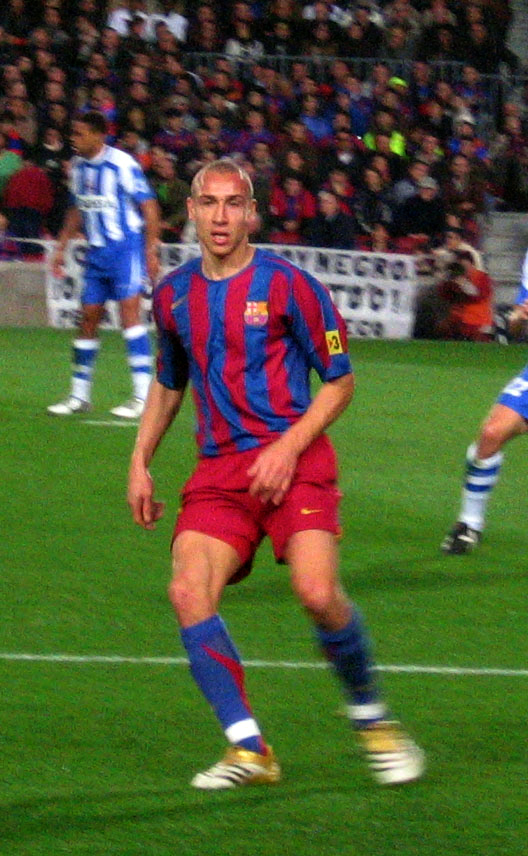
Henrik Larsson, winnaar in 1998 en 2004

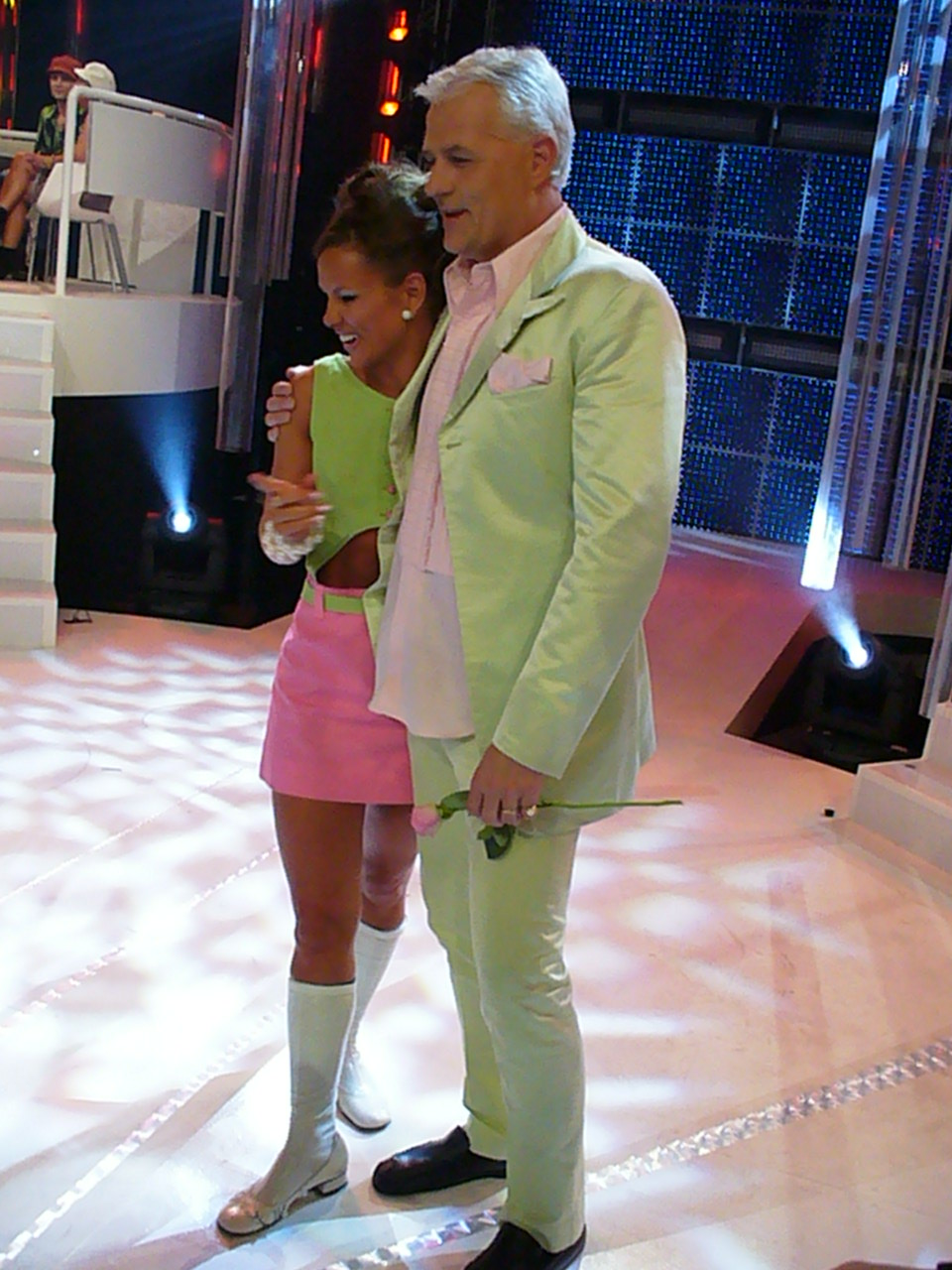
Glenn Hysén, winnaar in 1983 en 1988

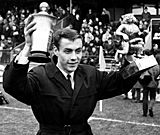
Ove Kindvall, winnaar in 1966

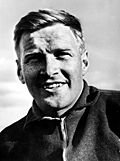
Orvar Bergmark, winnaar in 1958

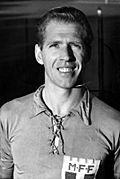
Erik Nilsson, winnaar in 1950

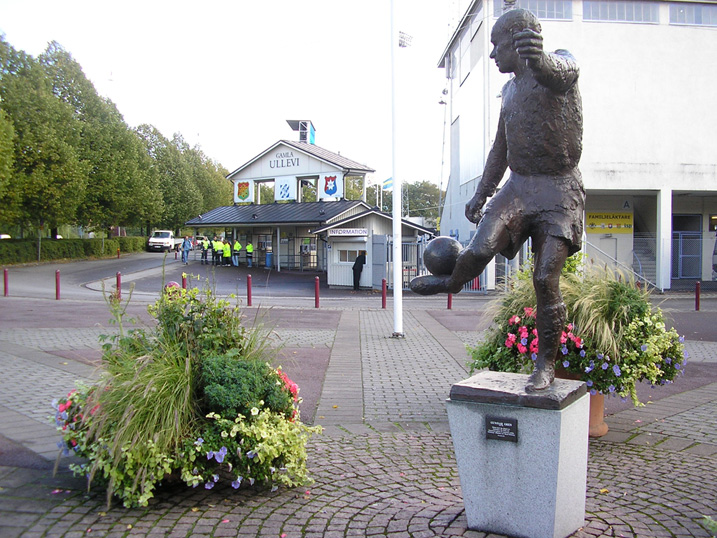
Standbeeld van Gunnar Gren, de eerste winnaar van de Guldbollen

Guldbollen (Nederlands: De Gouden Bal) is een Zweedse voetbalprijs voor de beste Zweedse voetballer van het jaar. De prijs wordt uitgereikt tijdens het jaarlijkse Zweedse voetbalgala, dat wordt georganiseerd door de krant Aftonbladet en de Zweedse voetbalbond.
De eerste award werd in 1946 uitgereikt aan Gunnar Gren. De bedenker van de prijs is Bengt Liljedahl.
De huidige winnaar is Andreas Granqvist. Sinds 1990 wordt tijdens het Zweedse voetbalgala ook de Diamantboll, de prijs voor beste vrouwelijke voetballer, uitgereikt.

## Winnaars
| Jaar | Speler                  | Club                            |
| ---- | ----------------------- | ------------------------------- |
| 1946 | Gunnar Gren             | IFK Göteborg                    |
| 1947 | Gunnar Nordahl          | IFK Norrköping                  |
| 1948 | Bertil Nordahl          | Degerfors                       |
| 1949 | Knut Nordahl            | IFK Norrköping                  |
| 1950 | Erik Nilsson            | Malmö FF                        |
| 1951 | Olle Åhlund             | Degerfors                       |
| 1952 | Kalle Svensson          | Helsingborg                     |
| 1953 | Bengt Gustavsson        | IFK Norrköping                  |
| 1954 | Sven-Ove Svensson       | Helsingborg                     |
| 1955 | Gösta Löfgren           | Motala AIF                      |
| 1956 | Gösta Sandberg          | Djurgårdens IF                  |
| 1957 | Åke 'Bajdoff' Johansson | IFK Norrköping                  |
| 1958 | Orvar Bergmark          | Örebro                          |
| 1959 | Agne Simonsson          | Örgryte                         |
| 1960 | Torbjörn Jonsson        | IFK Norrköping                  |
| 1961 | Bengt Nyholm            | IFK Norrköping                  |
| 1962 | Prawitz Öberg           | Malmö FF                        |
| 1963 | Harry Bild              | IFK Norrköping                  |
| 1964 | Hans Mild               | Djurgårdens IF                  |
| 1965 | Bo Larsson              | Malmö FF                        |
| 1966 | Ove Kindvall            | IFK Norrköping / Feyenoord      |
| 1967 | Ingvar Svahn            | Malmö FF                        |
| 1968 | Björn Nordqvist         | IFK Norrköping                  |
| 1969 | Tommy Svensson          | Öster                           |
| 1970 | Jan Olsson              | Stuttgart                       |
| 1971 | Ronnie Hellström        | Hammarby                        |
| 1972 | Ralf Edström            | Åtvidaberg                      |
| 1973 | Bo Larsson              | Malmö FF                        |
| 1974 | Ralf Edström            | PSV                             |
| 1975 | Kent Karlsson           | Åtvidaberg                      |
| 1976 | Anders Linderoth        | Öster                           |
| 1977 | Roy Andersson           | Malmö FF                        |
| 1978 | Ronnie Hellström        | Kaiserslautern                  |
| 1979 | Jan Möller              | Malmö FF                        |
| 1980 | Rolf Zetterlund         | Brage                           |
| 1981 | Thomas Ravelli          | Öster                           |
| 1982 | Torbjörn Nilsson        | IFK Göteborg / Kaiserslautern   |
| 1983 | Glenn Hysén             | IFK Göteborg / PSV              |
| 1984 | Sven Dahlkvist          | AIK                             |
| 1985 | Glenn Strömberg         | Atalanta Bergamo                |
| 1986 | Robert Prytz            | IFK Göteborg / Young Boys       |
| 1987 | Peter Larsson           | IFK Göteborg / Ajax             |
| 1988 | Glenn Hysén             | Fiorentina                      |
| 1989 | Jonas Thern             | Malmö FF / Benfica              |
| 1990 | Tomas Brolin            | IFK Norrköping / Parma          |
| 1991 | Anders Limpar           | Arsenal                         |
| 1992 | Jan Eriksson            | IFK Norrköping / Kaiserslautern |
| 1993 | Martin Dahlin           | Borussia Mönchengladbach        |
| 1994 | Tomas Brolin            | Parma                           |
| 1995 | Patrik Andersson        | Borussia Mönchengladbach        |
| 1996 | Roland Nilsson          | Helsingborg                     |
| 1997 | Pär Zetterberg          | Anderlecht                      |
| 1998 | Henrik Larsson          | Celtic                          |
| 1999 | Stefan Schwarz          | Valencia / Sunderland           |
| 2000 | Magnus Hedman           | Coventry City                   |
| 2001 | Patrik Andersson        | Bayern München / Barcelona      |
| 2002 | Fredrik Ljungberg       | Arsenal                         |
| 2003 | Olof Mellberg           | Aston Villa                     |
| 2004 | Henrik Larsson          | Celtic / Barcelona              |
| 2005 | Zlatan Ibrahimović      | Juventus                        |
| 2006 | Fredrik Ljungberg       | Arsenal                         |
| 2007 | Zlatan Ibrahimović      | Internazionale                  |
| 2008 | Zlatan Ibrahimović      | Internazionale                  |
| 2009 | Zlatan Ibrahimović      | FC Barcelona / Internazionale   |
| 2010 | Zlatan Ibrahimović      | AC Milan / FC Barcelona         |
| 2011 | Zlatan Ibrahimović      | AC Milan                        |
| 2012 | Zlatan Ibrahimović      | PSG                             |
| 2013 | Zlatan Ibrahimović      | PSG                             |
| 2014 | Zlatan Ibrahimović      | PSG                             |
| 2015 | Zlatan Ibrahimović      | PSG                             |
| 2016 | Zlatan Ibrahimović      | PSG / Manchester United         |
| 2017 | Andreas Granqvist       | FK Krasnodar                    |
| 2018 | Victor Lindelöf         | Manchester United FC            |
| 2019 | Victor Lindelöf         | Manchester United FC            |
| 2020 | Zlatan Ibrahimović      | AC Milan                        |

Bron:

### Per club
| Club                     | Aantal |
| ------------------------ | ------ |
| IFK Norrköping           | 11     |
| Malmö FF                 | 8      |
| IFK Göteborg             | 5      |
| PSG                      | 5      |
| Barcelona                | 4      |
| Arsenal                  | 3      |
| Helsingborg              | 3      |
| Kaiserslautern           | 3      |
| Internazionale           | 3      |
| Manchester United        | 3      |
| AC Milan                 | 3      |
| Celtic                   | 2      |
| Degerfors                | 2      |
| Djurgårdens IF           | 2      |
| Borussia Mönchengladbach | 2      |
| Parma                    | 2      |
| PSV                      | 2      |
| Åtvidaberg               | 2      |
| Feyenoord                | 1      |
| AIK                      | 1      |
| Ajax                     | 1      |
| Anderlecht               | 1      |
| Aston Villa              | 1      |
| Atalanta Bergamo         | 1      |
| Bayern München           | 1      |
| Benfica                  | 1      |
| Brage                    | 1      |
| Coventry City            | 1      |
| Fiorentina               | 1      |
| Hammarby                 | 1      |
| Juventus                 | 1      |
| FK Krasnodar             | 1      |
| Stuttgart                | 1      |
| Sunderland               | 1      |
| Valencia                 | 1      |
| Young Boys               | 1      |
| Örebro                   | 1      |
| Örgryte                  | 1      |
| Motala AIF               | 1      |

Azerbeidzjan · België (HLN · PL) · Bosnië-Herzegovina · Bulgarije · Denemarken · Duitsland · Engeland (PFA · FWA) · Estland · Finland · Frankrijk (FF · UNFP) · Georgië · Gibraltar · Griekenland · Hongarije · Ierland · Israël · Italië · Kazachstan · Kosovo · Kroatië · Letland · Liechtenstein · Litouwen · Luxemburg · Malta · Moldavië · Nederland · Noord-Macedonië · Noorwegen · Oekraïne · Oostenrijk · Polen · Portugal (CNID · PGB) · Roemenië · Rusland ("Futbol" · "Sport-Express") · Schotland (SPFA · SFWA) · Servië · Slowakije · Sovjet-Unie · Spanje (TADS · PDB · LFP) · Tsjechië (ČMFS · KSN) · Wit-Rusland · Zweden · Zwitserland